# Explosie bij Bennekomse molen Onze Rika
De explosie bij de Bennekomse molen Onze Rika  aan de Molenweg vond plaats op 23 november 1944. In de molen was een Duits wapendepot gevestigd. Bij het ongeluk verloren 73 Duitse soldaten het leven, werd de molen vernietigd en raakten verschillende omliggende gebouwen zwaar beschadigd. De precieze oorzaak van de explosie is onbekend, maar waarschijnlijk is deze veroorzaakt door een fout aan Duitse zijde.

## Achtergrond
Na de door de geallieerden verloren Slag om Arnhem werd het zuidelijke deel van de Veluwe frontgebied. De bevolking uit Arnhem, de gemeenten Renkum en Wageningen en het dorp Bennekom werd gedwongen geëvacueerd. Vanaf 23 oktober 1944 waren er daarom bijna geen burgers meer in het Gelderse dorp te vinden.
In Bennekom was een compagnie van de 6e Parachutistendivisie gehuisvest. De molen Onze Rika aan de Molenweg werd in gebruik genomen als munitiedepot. Als gevolg van grote verliezen aan Duitse zijde was de compagnie een samenraapsel van militairen met verschillende achtergronden. Waarschijnlijk was slechts zo'n twintig procent opgeleid om te werken met explosieven. Mogelijk zijn daardoor fouten gemaakt, wat tot de ontploffing leidde.

## Explosie
In de ochtend van 23 november 1944 vond er een grote explosie plaats waarbij minstens 73 militairen in Duitse dienst, waaronder zeker een met een Nederlandse achtergrond, het leven verloren. Mogelijk ligt het dodenaantal hoger. Ook de molenaarswoning van molenaar Karel de Bruin en zijn vrouw Rika, en enkele andere woningen in de omgeving, werden verwoest.
De lichamen werden in eerste instantie overgebracht naar de gereformeerde school in de Commanderij, vanwaaruit de meeste Duitse soldaten werden begraven in een massagraf op de Bennekomse begraafplaats. Een zestal Duitsers was waarschijnlijk gewond naar Ede overgebracht en daar overleden, waarna ze op de Edese algemene begraafplaats een rustplek vonden. Bij de berging werden Nederlanders, waaronder verzetsman Paul de Nooij, gedwongen te helpen. Na de oorlog werden de lichamen overgebracht naar de Duitse militaire begraafplaats in Ysselsteyn.